# 고기초등학교
고기초등학교는 대한민국 경기도 용인시 수지구 고기동에 있는 공립 초등학교이다.

## 학교 연혁
- 1927.08.06 고기강습소 개소
- 1936.04.01 수지공립보통학교 고기간이학교 편입
- 1950.03.07 수지국민학교 고기분교장 승격
- 1965.03.02 고기국민학교 승격(6학급)
- 2000.09.01 제9대 서공원 교장 취임
- 2001.07.14 실외수도시설, 스탠드, 보도블럭 설치
- 2003.09.01 제10대 안용수 교장 취임
- 2005.04.22 급식실 증축
- 2006.06.15 학교 숲 조성
- 2006.06.15 다목적실 준공
- 2007.02.01 도서실,사랑방 설치
- 2007.08.31 유치원교실 리모델링
- 2007.09.01 제11대 정규준 교장 취임
- 2009.05.20 교문 신축
- 2009.08.23 잉글리쉬존 구축(어학실,카페)
- 2011.02.15 고기초등학교 제 46회 졸업
- 2011.03.01 제12대 김향자 교장선생님 취임
- 2012.02.14 고기초등학교 제47회 졸업
- 2013.02.15 고기초등학교 제48회 졸업
- 2014.02.18 고기초등학교 제49회 졸업
- 2014.03.01 제13대 최춘매 교장선생님 취임
- 2015.02.17 고기초등학교 제50회 졸업